# John Quincy Marr
Pour les articles homonymes, voir Marr.
John Quincy Marr, né le 27 mai 1825 à Warrenton (Virginie) et mort le 1er juin 1861, est un capitaine de compagnie de milice de Virginie et le premier soldat confédéré tué au combat par un soldat de l'Union pendant la guerre civile américaine. 
Marr est tué lors de la bataille de Fairfax Court House, en Virginie.

## Biographie

### Jeunesse
John Q. Marr est né le 27 mai 1825 à Warrenton, dans le comté de Fauquier, en Virginie. Il est le fils de Catherine Inman Horner Marr (1797-1879) et de John Marr (1788-1848), qui se sont mariés en 1816. 
John Quincy Marr est diplômé deuxième de la classe de 1846 du Virginia Military Institute (VMI). Cependant, son père meurt le 3 juin 1848, et son frère aîné Robert Athelstan Marr (1823-1854) est un officier de marine. Bien qu'il ait enseigné au VMI comme professeur adjoint de mathématiques et de tactique après avoir obtenu son diplôme, il rentre chez lui en 1848 pour prendre soin de sa mère et de ses sœurs Sarah / Sally (1819-1895), Margaret (1830-1903), Francis (1835-1918) et Jane (1840-1927), puisque ses jeunes frères Thomas Scott Marr (1830-1897) et James Ripon Marr (1832-1879) ont quitté la maison en 1850. Les juges locaux lui donnent les mêmes nominations que celles détenues par son père ; celui-ci a également servi un mandat de deux ans en tant que shérif du comté de Fauquier.

### La guerre civile
Après le raid de John Brown sur Harpers Ferry, Marr organise la compagnie de milice Warrenton Rifles.
Au début de 1861, les électeurs du comté de Fauquier l'élisent comme délégué à la Convention de sécession de Virginie. 
Le 5 mai 1861, il est nommé lieutenant-colonel dans les forces de Virginie, mais il ne reçoit jamais la commission parce qu'elle a été envoyée par erreur à Harpers Ferry.

### Décès
Le samedi 1er juin 1861, une compagnie de cavalerie de l'armée de l'Union en mission de reconnaissance entre dans les rues du palais de justice de Fairfax après avoir repoussé un piquet confédéré et fait un autre prisonnier. À cette époque, deux compagnies de cavalerie et la compagnie d'infanterie Marr's Warrenton Rifles occupent la ville. La cavalerie confédérée commence à battre en retraite. Seuls une quarantaine d'hommes de la compagnie sont en mesure de combattre les cavaliers de l'Union.
Le lieutenant Charles Henry Tompkins du 2e régiment de cavalerie américain dirige la force de l'Union composée de 50 à 86 hommes qui se sont séparés en deux groupes pendant qu'ils traversaient le village. Le capitaine Marr lance un défi aux cavaliers en leur demandant : « De quelle cavalerie s'agit-il ? » Ce furent ses derniers mots. Des coups de feu dispersés sont tirés alors que la cavalerie de l'Union passe et que le capitaine Marr tombe mort. Son corps est retrouvé plus tard dans la matinée.